# Juraj Divnić
Juraj Divnić (lat. Georgius Diphnicus; Šibenik, oko 1440. – Zadar, 8. kolovoza 1530.) bio je hrvatski prelat Katoličke Crkve i pisac. Služio je kao ninski biskup od 1479. do 1529. godine.

## Životopis
Rođen je u Šibeniku, oko 1440. godine, u obitelji Ciprijana Nikolina. Doktorirao je pravo na nekom od sveučilišta u Italiji. U izvorima se prvi put spominje 3. srpnja 1464. godine kada je dobio nadarbinu crkve Svete Marije Magdalene na poluotoku Mandalini pokraj Šibenika. Iste je godine dobio i posjede crkve Gospe od Rašelja u blizini Zlarina.
Dana 19. ožujka 1479. imenovan je ninskim biskupom. U Veneciji ga je 2. svibnja Antonio Saracco zaredio za đakona, a sljedeći dan za svećenika. U Veneciji ga je Maffeo Gherardi, 9. svibnja posvetio za biskupa. Suposvetitelji su bili Jacques Valaresso i Donato de Giorgi. Dozvolom pape Inocenta VIII. iz 1486. boravio je u Zadru zbog loše klime i turske opasnosti u Ninu.
Poslije bitke na Krbavskom polju (1493.), odlazi na bojno polje kako bi posvjedočio stradanju svoje biskupije. Na zamolbu velikaša Gašpara Perušića i preostalog plemstva u Lici piše 27. rujna papi Aleksandru VI. pismo na latinskom jeziku s molbom za pomoć. U njemu je papu iscrpno izvijestio o tijeku bitke. Nakon što je primio pismo, papa je odmah poslao novčanu pomoć te hranu i oružje. Godine 1499. sudjelovao je u obrani Nina od Turaka.
Za svoje predstavnike na zasjedanju Lateranskoga sabora imenovao je 15. prosinca 1514. biskupa Trevisa Bernarda de Rubeisa i ulcinjskog biskupa Lovru de Boschetusa. Kao razlog naveo je da ne želi izbivati dugo iz vlastite biskupije. Potvrdio je marijansko ukazanje koje se dogodilo u svibnju 1516. godine na otočiću u blizini Nina, a koje se štuje kao Prikazanja Gospe od Zečeva.
Na vlastitu zamolbu, godine 1523., papa Hadrijan VI. ga je oslobodio pastoralnih obveza zbog starosti, ali mu je ostavio naslov ninskog biskupa.
Godine 1528. vlastitim je sredstvima obnovio i opremio ninsku katedralu. Također, bio je donator crkava u Šibeniku i okolici.
Juraj Šižgorić svjedoči kako se Divnić bavio i pisanjem. Ipak, jedino njegovo sačuvano djelo je pismo papi Aleksandru VI.
Umro je u Zadru, 8. kolovoza 1530. godine. U ninskoj je katedrali dao sebi sagraditi grobnicu. S lijeve strane ulaza u pobočnu kapelu Gospe od Zečeva na zidu se nalazi nadgrobna ploča s njegovim likom i grbom. Na njoj stoji natpis:
HIC JACET AENONIUS PRAESUL /SED DIPHNICA PROLES/ SIT SUA SORS/ INTER REGIA CELSA PRECOR /OBIIT VIII AUGUSTI ANNO MDXXX.

### Članci
- Perić, Olga. 1993. Divnić, Juraj. Hrvatski biografski leksikon. Zagreb.  journal zahtijeva |journal= (pomoć)

### Mrežna sjedišta
- Bishop Juraj (Giorgio) Divnić (Difnico) †. catholic-hierarchy.org (engleski). Pristupljeno 6. ožujka 2025.
- Događaj koji se slavi na 500. obljetnicu ukazanja Gospe od Zečeva i uloga ninskog biskupa Jurja Divnića. Informativna katolička agencija. Pristupljeno 6. ožujka 2025.